# Elena Giurcă
Elena Giurcă, née le 11 janvier 1946 à Bucarest (Roumanie) et morte en septembre 2013, est une ancienne rameuse roumaine. Elle est médaillée de bronze aux Jeux de 1976 et double médaillée d'argent aux Mondiaux 1974 et 1977.

## Carrière
Elle est diplômée en anglais de l'université de Bucarest en 1969.
Pendant la première édition des Mondiaux en 1974, Giurcă remporte la médaille d'argent du quatre de couple. Lors des Jeux olympiques de 1976, elle remporte une médaille de bronze en quatre de couple. Quatre ans plus tard aux Jeux de Moscou, elle termine 4e sur la même course. En 1977, elle rafle deux médailles aux Mondiaux : l'argent sur le quatre de couple et le bronze sur le quatre de pointe.
Elle décède en septembre 2013 à l'âge de 67 ans lors d'une opération liée à un anévrisme.

## Palmarès

### Jeux olympiques
- Jeux olympiques d'été de 1976 à Montréal ( Canada) :
  -  médaille de bronze en quatre de couple

### Championnats du monde
- Championnats du monde 1977 à Amsterdam ( Pays-Bas) :
  -  médaille d'argent en quatre de couple
  -  médaille de bronze en quatre de pointe

- Championnats du monde 1974 à Lucerne ( Suisse) :
  -  médaille d'argent en quatre de couple

### Championnats d'Europe
- Championnats d'Europe 1969 à Klagenfurt ( Autriche) :
  -  médaille de bronze en huit